# 浙江省血液中心
浙江省血液中心是位于中国浙江省杭州市的公益性血液中心，提供杭州市上城区、拱墅区、西湖区、滨江区、余杭区、临平区、钱塘区、富阳区、临安区的无偿献血业务，以及杭州市全域的血液检测和供应。
血液中心有两个院区，滨江院区（新院区）位于滨江区，武林院区（旧院区）位于拱墅区，另于萧山区设立萧山采供点，于建德市、桐庐县、淳安县设立建德采供点。